# Hydyne
Hydyne (MAF-4) – dwuskładnikowe ciekłe paliwo rakietowe. Złożone z 60% niesymetrycznej dimetylohydrazyny i 40% dietylenotriaminy (masowo).

## Właściwości
- Gęstość: 0,86 g/cm³
- Temp. krzepnięcia: -84 °C
- Temp. wrzenia: 64 °C
- Barwa i zapach: przezroczysta, bezbarwna ciecz – żółknięcie pojawia się podczas kontaktu z powietrzem podczas magazynowania. Zapach podobny do amoniaku, słabszy niż u UDMH,
- Kontakt z powietrzem: absorbuje ditlenek węgla i tlen z powietrza,
- Zanieczyszczenia: dimetyloamina, β-aminoetylo-N-piperazyna, woda,
- Rozpuszczalność: całkowicie w wodzie i etanolu; w ograniczonych proporcjach w benzynie i JP-4
- Wybuchowość: z powietrzem tworzy mieszaniny wybuchowe

## Zastosowanie
Hydyne była stosowana jako paliwo rakietowe w latach 50. w amerykańskich rakietach rodziny Redstone. W roku 1959 kilogram hydyne kosztował w USA około 0,80 USD.